# رنزو رواتی
رنزو رواتی (انگلیسی: Renzo Rovatti؛ زادهٔ ۳۰ ژوئن ۱۹۳۹) بازیکن فوتبال اهل ایتالیا است.
از باشگاه‌هایی که در آن بازی کرده‌است می‌توان به باشگاه فوتبال اینتر میلان، باشگاه فوتبال ارورا پرو پاتریا ۱۹۱۹، باشگاه فوتبال لوگانو، باشگاه فوتبال پالرمو، و باشگاه فوتبال ناپولی اشاره کرد.